# Joel Chan Shan-Chung
Joel Chan Shan-Chung of Joel Chan (Macau, 2 oktober 1976) (jiaxiang: Guangdong, Hongkong) is een Chinees zanger, film- en televisieacteur. Hij werd geboren onder de Chinese naam 山蔥, wat bergui betekent. Momenteel werkt hij bij TVB (televisie) als acteur in diverse televisieseries. Hij werd vooral populair door de TVB-series Emergency unit uit 2009 en A Pillow Case of Mystery II uit 2010.
Hij maakte zijn debuut in 1995 in de serie Forty Something.

## Filmografie

### Series
| jaar | Engelse titel                | rol                                      |
| ---- | ---------------------------- | ---------------------------------------- |
| 1995 | Forty Something              | Yeung Chung-choi                         |
| 2001 | Virtues of Harmony           | Wong Moon-hing                           |
| 2002 | A Herbalist Affair           | Lau Chi-wai                              |
| 2003 | Virtues of Harmony II        | Alex Fong Kai-chung                      |
| 2003 | Survivor's Law               | Eric Tsang Kin-keung                     |
| 2004 | The Vigilante in the Mask    | Yuk Yip                                  |
| 2004 | Twin of Brothers             | Yue-man Chi-kap                          |
| 2005 | Just Love                    | Brian Pak Lai-yan                        |
| 2005 | The Gateau Affairs           | Chu Yau-leung                            |
| 2005 | Misleading Track             | Lui Kwok-tung                            |
| 2005 | Healing Hands III            | Officier Wong                            |
| 2005 | Women on the Run             | Shan                                     |
| 2005 | Revolving Doors of Vengeance | Hung Wan-loi                             |
| 2005 | Life Made Simple             | Cheung Dai-wai                           |
| 2005 | Always Ready                 | Albert Siu Chi-ming                      |
| 2005 | The Herbalist's Manual       | Fung Sau                                 |
| 2006 | Greed Mask                   | Danny                                    |
| 2006 | Forensic Heroes              | "Man" Choi Wai-man                       |
| 2006 | Maiden's Vow                 | Henry Pat Ha-kau                         |
| 2006 | Glittering Days              | Law Wai                                  |
| 2007 | Heavenly In-Laws             | Tsor-chi / Cheng Sau-yip                 |
| 2007 | A Change of Destiny          | Siu Kok-wah                              |
| 2007 | The Green Grass of Home      | Jason Yung Chor-yiu                      |
| 2007 | Marriage of Inconvenience    | Ho Nam                                   |
| 2007 | Survivor's Law II            | Pat Ching-yee                            |
| 2008 | The Seventh Day              | Martin Ma Tin-fuk                        |
| 2008 | The Four                     | Ling Siu-kwat                            |
| 2009 | E.U.                         | Tsor-lun / Fai Wing-lun                  |
| 2009 | Just Love II                 | Brian Bak Lai-yan                        |
| 2009 | Man in Charge                | Kin-lung Emperor                         |
| 2009 | Sweetness in the Salt        | Choi Chi-on                              |
| 2009 | You're Hired                 | Tung Yat-boon                            |
| 2010 | Don Juan DeMercado           | Cheung Jai-chun                          |
| 2010 | OL Supreme                   | Lui Yu                                   |
| 2010 | In the Eye of the Beholder   | Lee Tsan-hing                            |
| 2010 | Sisters of Pearl             | Chow Yuk Jai                             |
| 2010 | The Mysteries of Love        | Louis                                    |
| 2010 | A Pillow Case of Mystery II  | So Ying-chung / Prins Guuwalgiya Jinchun |
| 2011 | Dropping by Cloud Nine       | Ivan                                     |
| 2011 | Only You                     | Ashely On                                |
| 2011 | Face to Fate                 | Yip Chor-sam                             |
| 2011 | Relic of an Emissary         | Chu Wan-man, the Kin-man Emperor         |
| 2011 | The Queen of All             | Aisin Gioro Minxin, Prins van Rui        |
| 2011 | My Cruel Lover               | Ko Yee-tai                               |

### Films
- 1999: The Social Worker from the Edge
- 2000: God's Family Hymnal
- 2003: Dream and Desire
- 2003: Mark Six Comedy
- 2004: Cop Unbowed
- 2004: A-1 Headline
- 2004: The Beautiful Life
- 2005: Futago
- 2010: 72 Tenants of Prosperity